# Wenezuelskie Siły Powietrzne
Boliwariańskie Narodowe Siły Powietrzne Wenezueli (hiszp. Aviación Militar Nacional Bolivariana Venezolana, dawniej Fuerza Aérea Venezolana/FAV) – wojska lotnicze Wenezueli, jeden z pięciu rodzajów sił zbrojnych.
W 1972 roku zakupiono 16 sztuk CF-5A oraz dwa CF-5D, które wcześniej służyły w siłach kanadyjskich. Dwa CF-5A przebudowano na samoloty rozpoznawcze. Dwa lata później otrzymano dwa nowe samoloty. Nie udało się zakupić kolejnych partii w latach 80 XX w. W 1990 roku przeprowadzono w Singapurze modernizację 2 z 15 posiadanych VF-5. W 1993 roku miano zmodernizować dodatkowo 7 samolotów. Odkupiono również od Holandii jeden NF-5A w 1991 roku. W 2011 roku Wenezuela posiada łącznie 11 egzemplarzy F-5 jednak ich resursy są na wykończeniu. Planowane jest ich zastąpienie przez chińskie szkolno-bojowe K-8W.
30 października 2015 roku wenezuelski minister obrony narodowej Władimir Padrino Lopez potwierdził zamiar zakupu 12 rosyjskich myśliwców Su-30MK2 za sumę około 480 mln USD. Poprzednio podobna wolę wyraził prezydent tego kraju Nicolas Maduro po katastrofie Su-30, która wydarzyła się 17 września. Myśliwiec wystartował na przechwycenie samolotu podejrzanego o przemyt narkotyków, jednak rozbił się z nieznanych przyczyn, grzebiąc w swych szczątkach załogę. Obecnie wenezuelskie lotnictwo dysponuje 23 z 24 zakupionych w 2006 roku samolotów tego typu. Zakup kolejnych maszyn uzasadniany jest koniecznością zwiększenia bezpieczeństwa kraju w obliczu wzrostu napięcia na granicy z Kolumbią. Oba kraje toczą nieformalny konflikt. W lutym 2014 roku Ministerstwo Obrony Wenezueli nabyło 16 śmigłowców Enstrom 480B będą one używane do szkolenia pilotów Aviación Militar Nacional Bolivariana de Venezuela (wojsk lotniczych) i Armada Bolivariana de Venezuela (marynarki wojennej) w pierwszym przypadku dołączą do dwóch już eksploatowanych śmigłowców Enstrom 280FX.

## Wyposażenie

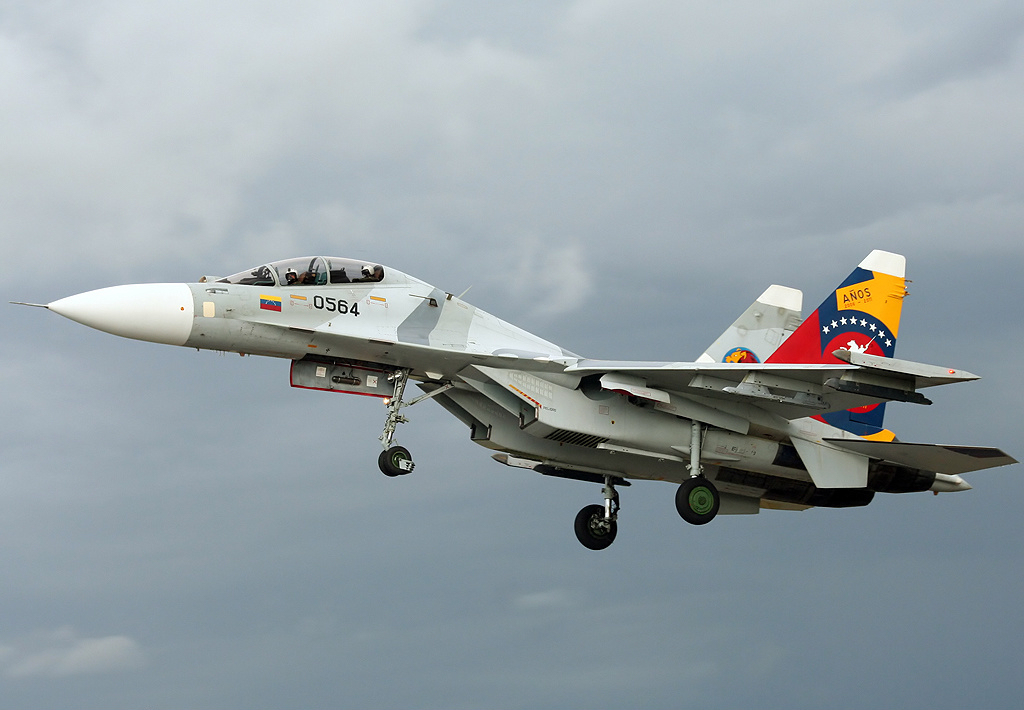
Su-30MKV (MK2)
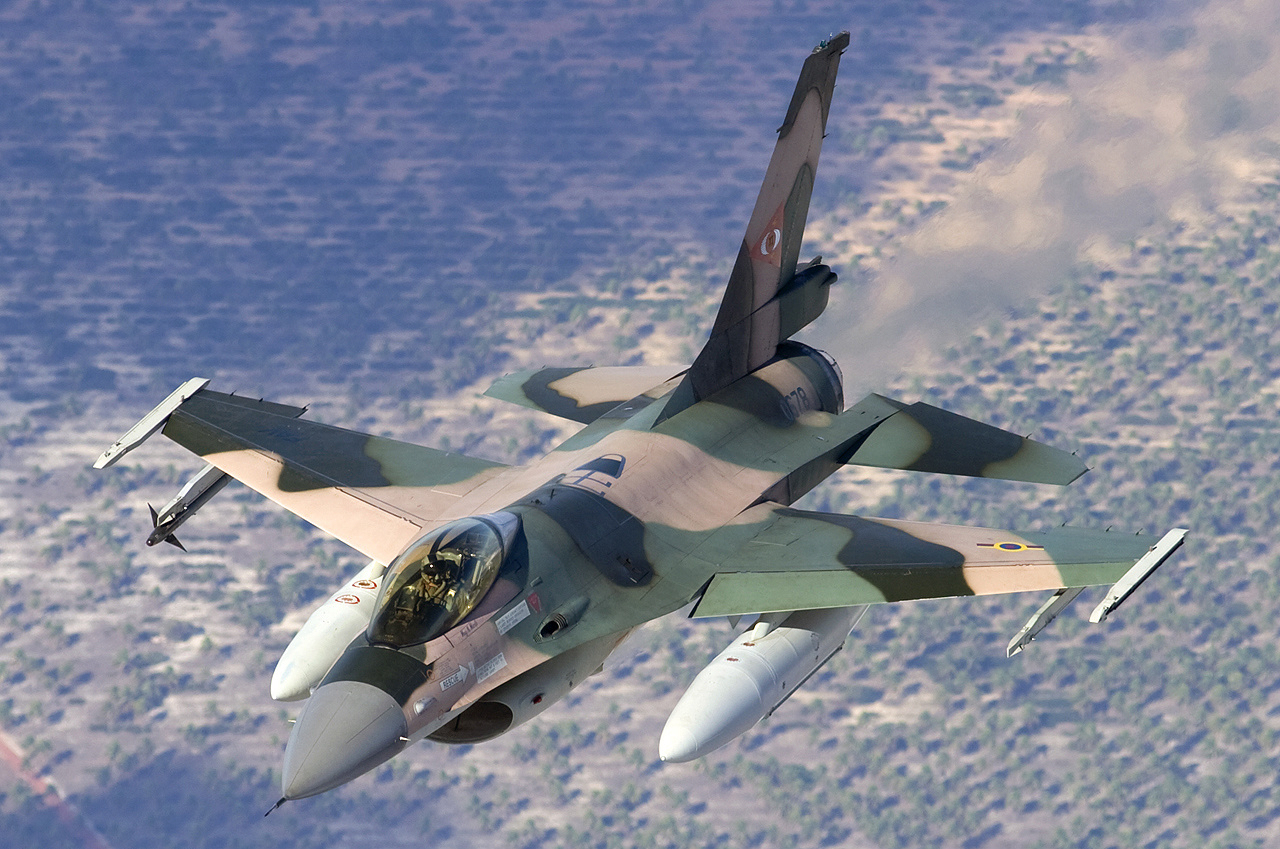
F-16A Block 15OCU
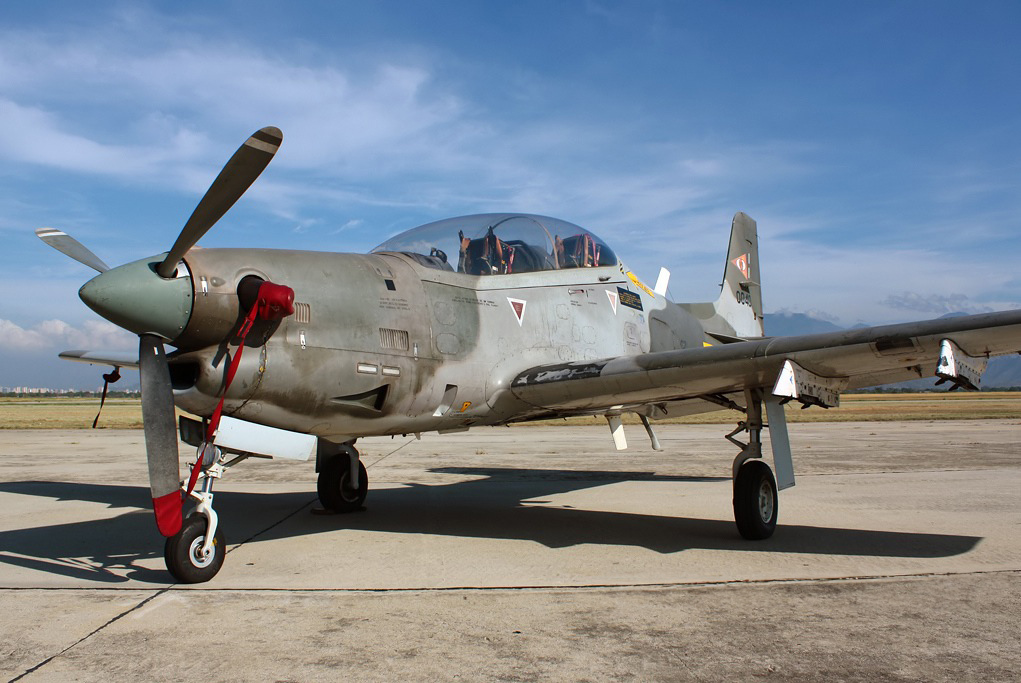
AT-27 Tucano
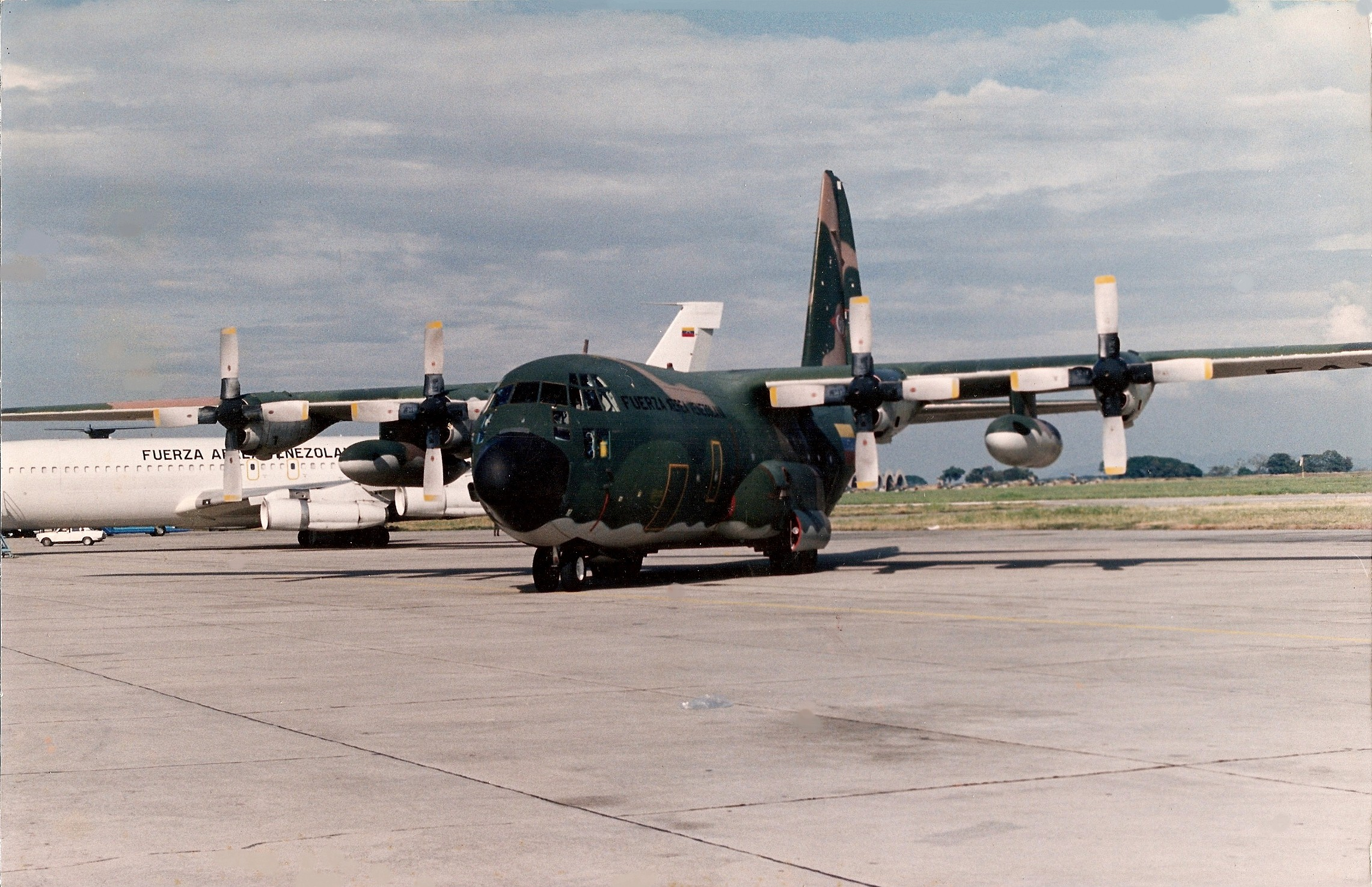
C-130H
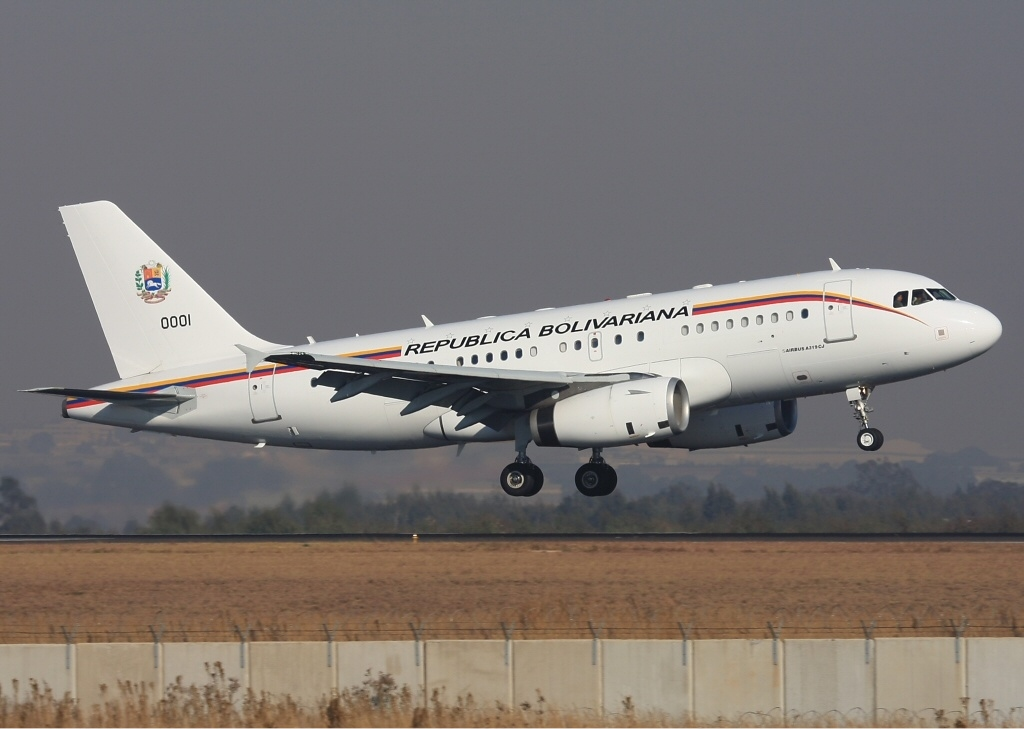
Airbus A319CJ
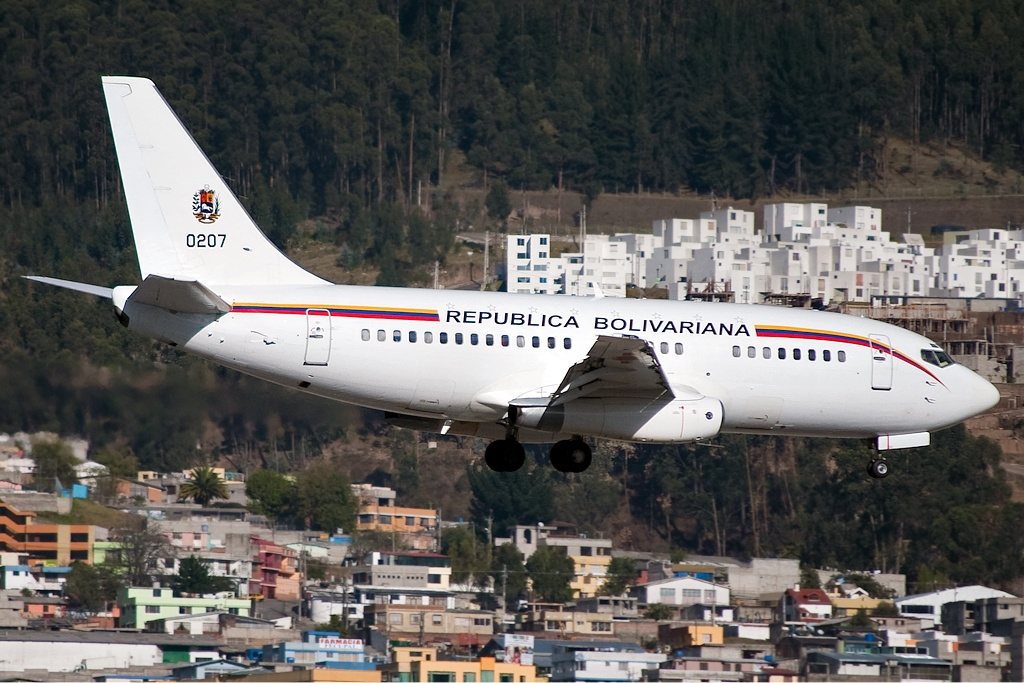
Boeing 737-200
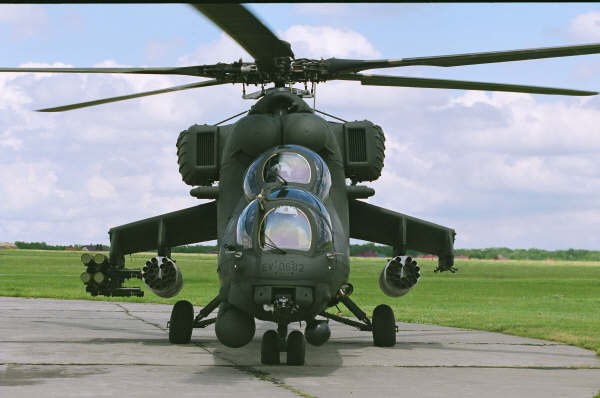
Mi-35M2
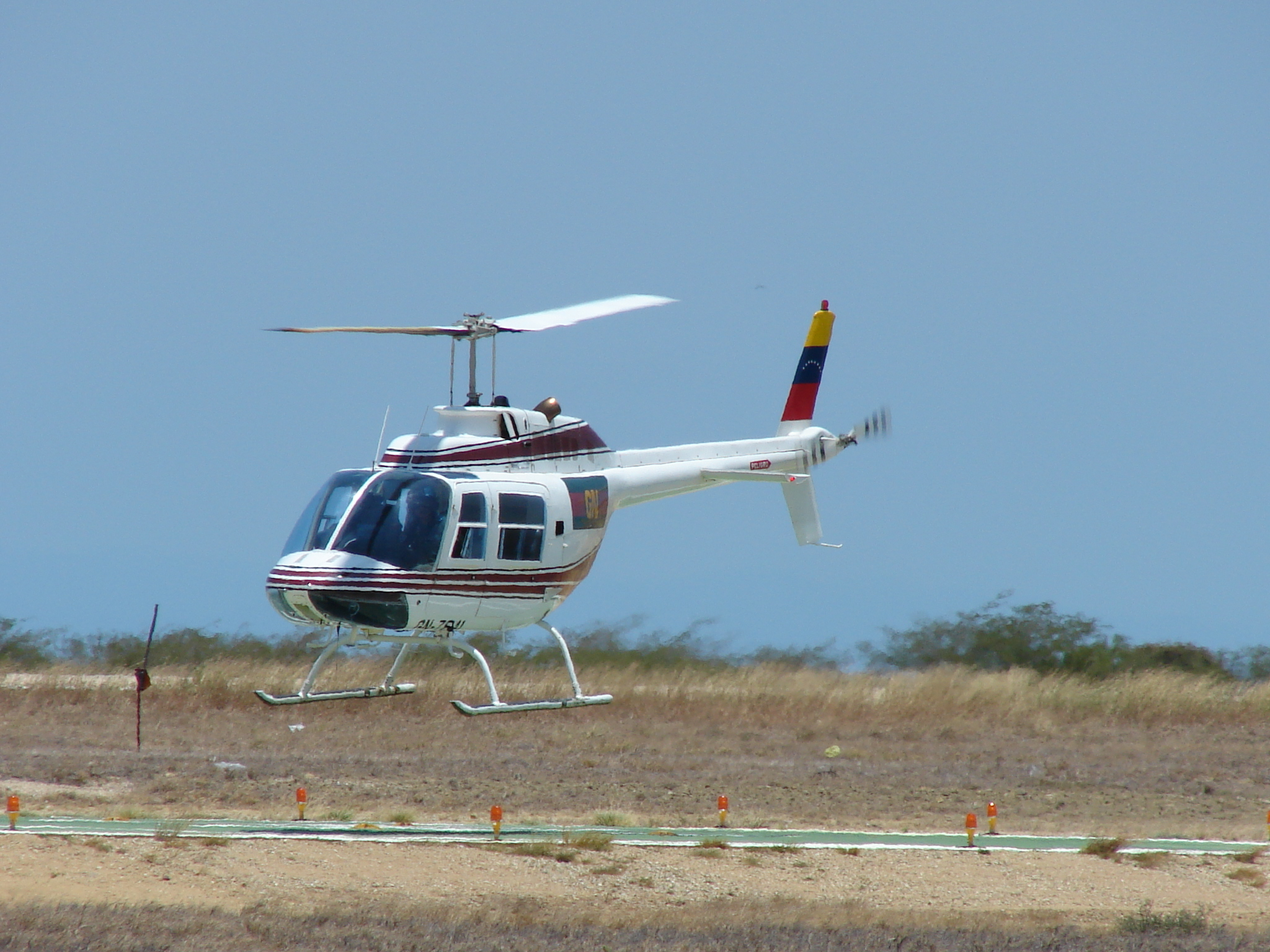
Bell 206

| Su-30                                     | Rosja             | myśliwiec wielozadaniowy         | Su-30MK2              | 24   | Uzbrojenie: 100 R-27 Wympieł, 150 R-73, 50 Ch-29, 50 Ch-31A1, 50 Raduga Ch-59ME, 200 KAB-500/1500. Planowany zakup kolejnych 12 sztuk wersji Su-30MK2 |
| General Dynamics F-16 Fighting Falcon     | Stany Zjednoczone | myśliwiec wielozadaniowy         | A/B Block 15OCU       | 20   | W latach 1983-85 dostarczono 24, w tym 6 B, uzbrojone w 40 ppk Python-4 oraz AIM-9.                                                                   |
| Canadair CF-5 Freedom Fighter             | Kanada            | samolot myśliwsko-bombowy        | VF-5A/B               | 16   | od Kanady odkupiono 16 CF-5A i 4 CF-5D, od Holandii 1 NF-5A i 6 NF-5B                                                                                 |
| Samoloty szturmowe/szkolno-treningowe     |                   |                                  |                       |      | |
| Hongdu K-8 Karakorum                      | Chiny             | szkolenie zaawansowane/szturmowy | K-8W                  | 24   | Część kupiono w ramach uzupełnienia stanu po maszynach straconych w wypadkach.                                                                        |
| Embraer EMB 312 Tucano                    | Brazylia          | szkolenie podstawowe/szturmowe   | EMB-312 /AT-27        | 19   | Zakupiono 31, w tym 12 AT-27. |
| Aermacchi SF-260                          | Włochy            | szkolenie wstępne/szturmowy      | SF-260EV              | 12   | |
| Cessna 182                                | Stany Zjednoczone | szkolenie wstępne                | 182N Skylane          | 2    | |
| Samoloty transportowe/Powietrzne tankowce |                   |                                  |                       |      | |
| Airbus A320                               | Niemcy            | samolot prezydenta               | A319CJ                | 1    | |
| Boeing 737                                | Stany Zjednoczone | transport VIP                    | 737-2N1               | 1    | |
| Dassault Falcon 20                        | Francja           | rozpoznawczyVIP                  | Falcon-20DCFalcon-20F | 23   | |
| Dassault Falcon 50                        | Francja           | transport VIP                    | Falcon-50EX           | 3    | |
| Dassault Falcon 900                       | Francja           | transport VIP                    | Falcon-50EX           | 2    | |
| Boeing 707                                | Stany Zjednoczone | latające cysterny                | KC-707-320C/346C      | 2    | |
| Fairchild C-26 Metroliner                 | Stany Zjednoczone | walka elektroniczna              | C-26B EW              | 2    | |
| Lockheed C-130 Hercules                   | Stany Zjednoczone | średni samolot transportowy      | C-130H                | 6    | |
| Beechcraft King Air                       | Stany Zjednoczone | lekki samolot transportowy       | B200 King Air         | 5    | |
| Short 330                                 | Wielka Brytania   | lekki samolot transportowy       |                       | 2    | |
| Dornier Do 228                            | Niemcy            | użytkowy                         | Do-228-212Do 228NG    | 28   | Samoloty zostały zakupione od firmy Ruag Aviation z siedzibą w Szwajcarii.                                                                            |
| Cessna 208                                | Stany Zjednoczone | użytkowy                         | 208B Grand Caravan    | 8    | |
| Cessna 206                                | Stany Zjednoczone | użytkowy                         | Stationair            | 14   | |
| Śmigłowce                                 |                   |                                  |                       |      | |
| Eurocopter Super Puma                     | Francja           | transportowy                     | AS-332B-1             | 6    | |
| Eurocopter Cougar                         | Francja           | transportowy/SAR/VIP             | AS-532AC/UL           | 9    | |
| Mi-17                                     | Rosja             | transportowytransport VIP        | Mi-17V-5Mi-171        | 62   | |
| Mi-35                                     | Rosja             | szturmowy                        | Mi-35M-2 Caribe       | 9    | 1 utracono |
| Enstrom 480                               | Stany Zjednoczone | szkolny                          | 480B                  | b.d. | |
| Enstrom 280                               | Stany Zjednoczone | szkolny                          | 280FX                 | 2    | |
| Bezzałogowe aparaty latające              |                   |                                  |                       |      | |
| Mohajer                                   | Iran · Wenezuela  | rozpoznawczy BSL                 | Mohajer-2             | 12   | |